# San Lucas Tecopilco
San Lucas Tecopilco è un comune del Messico, situato nello stato di Tlaxcala, il cui capoluogo è la località omonima.